# GARLICBOYS
GARLICBOYS（ガーリックボーイズ）は、大阪府出身のロックバンドである。1985年結成。1995年EPICソニーよりメジャーデビューした。2012年現在はPIZZA OF DEATH RECORDSに所属。
2014年内に活動休止を発表し、12月29日大阪の梅田クラブクアトロでのラストライブをもって活動を休止した。
2017年4月1日、神戸harborstudioでのワンマンライブより活動を再開した。
2024年5月にメンバーの療養でライブ活動を休止。2025年サポートを加えて活動再開。

## メンバー
- PETA（リードボーカル、二牟禮卓巳） 
オリジナルメンバー。大阪府堺市出身。1966年10月5日産まれ。アパレルブランド『PETA'S CLOTHINGS』、自主レーベル『PETA'S MUSIC』のオーナー。
- LARRY（ギター・ボーカル、二牟禮知巳）
1987年加入。PETAの兄。1965年6月21日産まれ。大阪府堺市出身、長野県大町市在住。
- PESSIN（ベース･ボーカル、森真一）
2006年加入、兵庫県姫路市出身、大阪府大阪市在住。顔面神経麻痺のため療養休業中。
- RYO（ドラム･ボーカル、山本龍）2010年加入。
2014年の活動休止後はSHADOWSのドラマーとしても活動。

## 元メンバー
- SIN（ギター）1987年脱退
- SHIGE（ベース）1989年脱退
- MASAKI（ベース）1989年加入。1991年脱退
- TIGER（ベース）1991年加入。1993年脱退
- KYO（ベース）1993年加入。2006年脱退。2025年サポート参加。
- DAVE（ドラム）1989年脱退
- KOBA♥YOUNG（ドラム）1989年加入。2002年脱退
- SEXER（ドラム･ボーカル）2003年加入。2009年脱退
- SHIN（ドラム･ボーカル）2009年加入。2010年脱退

## ディスコグラフィー

### ソノシート
1. GARLIC BOMBER（1985年）
GARLIC BOMBER／ROUTE26
2. GARLIC BOYS（1986年）
COCKY ROCK BOYS／X'mas SONG／ARE YOU READY ROCK

### ミニアルバム
1. ハッスル（1995年11月22日）
YOKOZUNA／ハッスルするっす／白ブリーフ悪いか?絶対悪くない!!／野球拳～YAKYU拳～／GUTS! MEDALIST／第8回他人の赤っ恥で笑う大会 ～審査結果発表
2. ビンビンジロー（1996年11月1日）
ビンビンジロー／京都ジゴロ／あんた飛ばしすぎ
3. 激情（2008年8月6日）
激情のテーマ／失恋モッシュ／蛍火／月もよう／きまぐれ神様／1+1+1=危険な関係／激情ブルース

### アルバム
1. NINNIKU NIGHT（1986年/1998年10月21日）
BAD BOY'S BAD BRAIN／ARE YOU READY?／パンパカ大将／FUNKY RIDER／LETS GO／SHOT THE TIME／NINNIKU NIGHT／WILD MAN／GARLIC BOMBER／魔法のタンバリン／HERO ON THE RING／奴はPUNK ROCKER／HAPPY DOOR
2. SMEGMANIA（1990年）
MIGHTY GUY&TOUGH GUY／MAD ASSHOLE／THE WAY OF THE FAT BOY／走れ坊さん／MOTHER／俺はドラマ／GONG／SMEGMANIA／G.B／大江戸捜査網
3. PSYCHO THRASH（1991年6月）-2000年11月15日再発
PSYCHO THRASH／SKATE AND MOSH／PUT ON WIG／SUPERSTITION／MENTAL HOSPITAL／S&M／Mr.ENKA／WARNING／PILES PAIN／MAIL-ORDER BUSINESS／ANTI MACHO MAN／SAPPORO NIGHT(GOITI)
4. GARLICHOLIC（1992年10月）
MASTER OF NAKED／ANALATTACK／GARLICHOLIC／SHOPLIFTER／SPLIT BEABER／SURF TO DEATH／FART BOMB／GREAT STINGY FELLOW／REVIVER／REVENGE／SUPER BASE BALL FIST FIGHT
5. ナルシスト宣言（1993年12月）-1997年10月5日/2000年4月5日再発
ナルシスト宣言／納得だ！私も／怒りのもんた・泣きの小金治／アブノーマル・グルーブ／万歳!!ぐうたら人生／メンタルホスピタル?／狂気の沙汰も金次第／パッパヤ・ワイセツ／パパ／輪廻転生／泉北にんにく軍団
6. ポエム（1996年12月1日）
あんた飛ばしすぎ／松永さん／コレクターの悲劇／WAVE／カリスマ31／サンキュー／兄貴御立腹／ハロー／京都ジゴロ／サドル／バイシクル／アリバイ／GHQ／ポエム
7. LOVE（1997年10月5日）-2000年4月5日再発
フール100％／泣き虫デスマッチ／ヤクザラブ／Too Late True Love／ダンシングタンク／重役会議／おねだり上手／キワモノフェチクラブ／ゴージャス／散るチル初恋／のど自慢インザヘル／バラエティー監視官
8. マッシュルームカットとダッフルコート（2000年6月7日）
ガーリックボーイズ賛歌／ライヴにおける4つの注意事項／ハリキリキリキリマイ／若気の至り／マッシュルームカットとダッフルコート／コリゴリさん登場／(学校マーク)／二番煎じ／昭和旅つばめ／WOW WOW アバンチュール／No.11／ライヴにおける2つの注意事項／ガーリックボーイズ讃歌
9. ロマン（2001年9月5日）
ごくつぶし／飛ばせ!!中飯号／ツキ遂にツキ果て／脱ナルシスト宣言／ハッピーピープル／予言者の書／12の春／ナッツいる?／B-side／大いびきあつし君／不快指数測定不能
10. 十(ten)（2004年4月28日）
GARLIC BOYS／DQ69／荒野のさびしん棒／コバルトラブ／嘆き尻／乙女のタップリケ／ハナクソマン／いやしい系／イエイ ラッキー／自殺同盟
11. 群青（2006年11月17日）
流星雨／群青／プレイバック小学時代／さすらい節／夜明けのラブソング／ゆーことカズき／男と少女／ダメ男のメロディー／笑って死にたい／和式で地獄／幸せな日々
12. 激情（2008年08月06日）
激情のテーマ／失恋モッシュ／蛍火／月もよう／きまぐれ神様／1+1+1=危険な関係／激情ブルース
13. 再録ベスト (2011年11月23日)
YOKOZUNA / 泣き虫デスマッチ / あんた飛ばしすぎ / マッシュルームカットとダッフルコート / 荒野のさびしん棒 / 兄貴御立腹 / ナルシスト宣言 / 流星雨 / 失恋モッシュ / 電撃セラピー / ハッスルするっす / ダンシングタンク / GARLICBOYS / Too Late True Love

### その他アルバム
1. TASTE OF WILD WESTI（1990年4月25日）
YOKOZUNA／I Want Your Panty／においの王様／At The Bottom Of Insanity／Devil's Fire／The End Of Welfare／Ego Fix／Suck Up Brain Or F××k Ya Brain?／Humanity Of Stupidity／Device／睡魔／駄馬／どろどろ／When I Can't Sleep／Death MakerII／Beast In My Mind／Revenge For Living Hell／Death Dive／Hell Cat
2. ALCHEMY BEST（1992年）ベストアルバム
MIGHT GUY &TOUGH GUY／MAD ASSHOLE／THE WAY OF THE FAT BOY／走れ坊さん／MOTHER／俺はドラマー／GONG／SMEGMANIA／大江戸捜査網／KING OF SMELL／I WANT YOUR PANTY／SPEED MACHINE／ROUTE26／MY TEENAGE HEART／パチンコ天国／下品なROCK／YOKOZUNA
3. GOLDEN HITS（2000年7月5日）ベストアルバム
ハッスルするっす／ナルシスト宣言／BICYCLE／泣き虫デスマッチ／若気の至り／兄貴御立腹／SAPPORO NIGHT／パパ／YOKOZUNA／納得だ!!私も／SURF TO DEATH／Too Late True Love
WAVE／怒りのもんた･泣きの小金治／マッシュルームカットとダッフルコート／GHQ／ヤクザラブ／ミスター演歌／松永さん／ダンシングタンク／アンチマッチョマン／白ブリーフ悪いか?絶対悪くない!!／あんた飛ばしすぎ
4. DEATH MATCH（2001年8月2日）ベストアルバム
Wave／Fake／Death Match／Too Late True Love／Youthful Folly／Bicycle／Mushroom Cut & Duffle Coat／Mr.Enka／Our Song／You!Too Much／GHQ／Two Rules At Live Shows／I am The Law／Roadies Song／De La Hustle!／Sapporo Night／S.O.S.／Dancing Tank／Yakuza Love／Anti-Machoman／Me,Convinced!／Wow Wow／Yokozuna
5. RECYCLE（2002年4月3日）未発表曲集
CD:ネジヘッド／競え俺とだ／ラブロール／ペナルキング／鋼鉄魂／泣き虫デスマッチ／ラブ男爵／DON'T TRUST／ごちそう／ビンビンジロー／のど自慢インザヘル／カンフー／ダンシングタンク／ヤクザラブ／マンガ先輩／目覚めた朝に／ピーク／イキリキリキリマイ／トーマス／No.11／ガード下／FREE BIRD／SLEEP IN THE NIGHT
DVD:GARLIC BOMBER／FUNKY RIDER／KING OF SMELL／I WANT YOUR PANTY／WAY OF THE FAT BOY／走れ坊さん／PSYCHO THRASH／SKATE & MOSH／SUPER BASEBALL FIST FIGHT／GARLICHOLIC／怒りのもんた・泣きの小金治／泉北にんにく軍団／GUTS!MEDALIST／ハッスルするっす／あんた飛ばしすぎ／GHQ／ヤクザラブ／ダンシングタンク／WOW WOW アバンチュール／若気の至り／マッシュルームカットとダッフルコート／B-side
6. tribute to Garlic Boys（2006年8月）トリビュートアルバム
YOKOZUNA（ゆーこときカズ）／十二の春（HAWAIIAN6）／大江戸捜査網（TYPHOON24）／Too Late True Love（MOGA THE ¥5）／G.H.Q（JURASSIC JADE）／奴はパンクロッカー（BURL）／WAVE（G-FREAK FACTORY）／走れ坊さん（BOBO BRAZIL）／若気の至り（ハンサム兄弟）／マッシュルームカットとダッフルコート（kamomekamome）／Skate & Mosh（UNITED）／あんた飛ばし過ぎ（RAZORS EDGE）
7. 実録LIVE 2006-2007（2008年7月23日）ライブアルバム
CD：ゆーことカズキ／泣き虫デスマッチ／さすらい節／荒野のさびしん棒／笑って死にたい／ダンシングタンク／B-Side／ハッスルするっす／電撃セラピー／兄貴御立腹／男と少女／コバルトラブ／YOKOZUNA／あんた飛ばし過ぎ
DVD：あんた飛ばし過ぎ／泣き虫デスマッチ／ハッスルするっす／GHQ／流星雨／荒野のさびしん棒／DQ69／マッシュルームカットとダッフルコート／若気の至り／電撃セラピー／ダンシングタンク／兄貴御立腹／YOKOZUNA／ハナクソマン／自殺同盟／GARLICBOYS／コバルトラブ

### 参加作品
1. MUSIC FROM AND INSPIRED BY THE GAME HEAVY METAL THUNDER -THE RECORDINGS-（2005年9月7日）
2.ロボットのバラード

## ライブ

### 平成ラリー塾
かつて大阪のライブハウス「十三 FANDANGO」の共同企画として開催されていたイベント。現在はGARLIC BOYS単体の企画となっている。
| | 日程           | 会場                | 出演                                                                                           | 備考 |
| --- | -------------- | ------------------- | ---------------------------------------------------------------------------------------------- | ---- |
| 第一回 平成ラリー塾 ～開講記念 | 2005年04月29日 | 十三 FANDANGO       | GARLIC BOYS BURL ゆーこときカズ                                                                |      |
| 第二回 平成ラリー塾 ～夏期講習 | 2005年08月20日 | 十三 FANDANGO       | GARLIC BOYS ワタナベイビー ハンサム兄弟 メガマサヒデ                                           |      |
| 第三回 平成ラリー塾 ～大運動会 | 2005年10月10日 | 十三 FANDANGO       | GARLIC BOYS RAZORS EDGE MATUZAWA                                                               |      |
| 第四回 平成ラリー塾 ～ジョイン・ザ・ラリー塾”東京編”                                                                                 | 2006年09月18日 | 新宿 LOFT           | GARLIC BOYS 怒髪天 TROPICAL GORILLA RAZORS EDGE                                                |      |
| 第五回 平成ラリー塾 ～２マン・シリーズ ～男の大運動会                                                                                | 2006年10月10日 | 十三 FANDANGO       | GARLIC BOYS eastern youth                                                                      |      |
| 第六回 平成ラリー塾 ～生きるのがへたな男もいるのです                                                                                 | 2007年03月24日 | 十三 FANDANGO       | GARLIC BOYS バミューダ☆バガボンド locofrank                                                    |      |
| 第七回 平成ラリー塾 ～２マン・シリーズ ～大嫌いがやってきました                                                                      | 2007年05月20日 | 十三 FANDANGO       | GARLIC BOYS HAWAIIAN6                                                                          |      |
| 第八回 平成ラリー塾 ～青春って何だ !?                                                                                                | 2007年06月17日 | 十三 FANDANGO       | GARLIC BOYS 青春野郎 SABOTEN                                                                   |      |
| 第九回 平成ラリー塾 ～Boys & Girls Yeah！！                                                                                          | 2007年07月22日 | 十三 FANDANGO       | GARLIC BOYS Bleach DOLCE                                                                       |      |
| 第十回 平成ラリー塾 ～男は力一杯生きるのです                                                                                         | 2007年09月09日 | 十三 FANDANGO       | GARLIC BOYS UPPER dustbox                                                                      |      |
| 第十一回 平成ラリー塾 ～俺たちのワンマン                                                                                             | 2007年10月10日 | 十三 FANDANGO       | GARLIC BOYS                                                                                    |      |
| 第十二回 平成ラリー塾 ～２マン・シリーズ ～男の心はかよいあうのです                                                                  | 2008年10月10日 | 十三 FANDANGO       | GARLIC BOYS BURL                                                                               |      |
| 第十三回 平成ラリー塾 ～ラリー塾スペシャル                                                                                           | 2009年05月20日 | 新宿 LOFT           | GARLICBOYS HAWAIIAN6 COCOBAT DOLCE RAZORS EDGE MUGWUMPS MEANING                                |      |
| 第十四回 平成ラリー塾 ～男には女の淋しさが胸にしみるのです                                                                           | 2009年05月22日 | 十三 FANDANGO       | GARLICBOYS JURASSIC JADE ISCREAM 7 SHOWERS                                                     |      |
| 第十五回 平成ラリー塾 ～俺たちのワンマン ～ふられ男が旅に出ました                                                                    | 2009年10月10日 | 十三 FANDANGO       | GARLIC BOYS                                                                                    |      |
| 第十六回 平成ラリー塾 ～２マン・シリーズ ～友情ってなんでしょう？                                                                    | 2010年04月25日 | 十三 FANDANGO       | GARLIC BOYS GOOD 4 NOTHING                                                                     |      |
| 第十七回 平成ラリー塾 ～徳島スペシャル                                                                                               | 2010年04月29日 | 徳島 GRIND HOUSE    | GARLIC BOYS MOGA THE ¥5 Thirsty Chords                                                         |      |
| 第十八回 平成ラリー塾 ～ラリー塾スペシャル                                                                                           | 2010年06月20日 | 新宿 LOFT           | GARLIC BOYS ABNORMALS DOLCE HAWAIIAN6 JURASSIC JADE locofrank UNITED                           |      |
| 第十九回 平成ラリー塾 & SABOTEN”GREEN HOLE TOUR 2010″ ～２マン・シリーズ ～男は生きがいをもとめるのです                              | 2010年06月27日 | 十三 FANDANGO       | GARLIC BOYS SABOTEN                                                                            |      |
| 第二十回 平成ラリー塾 ～男の人生には色んな事があるのです                                                                             | 2010年08月29日 | 十三 FANDANGO       | GARLIC BOYS SPREAD HOTSQUALL MINOR LEAGUE                                                      |      |
| 第二十一回 平成ラリー塾 ～俺たちのワンマン 2010                                                                                      | 2010年10月10日 | 十三 FANDANGO       | GARLIC BOYS                                                                                    |      |
| 番外・平成ラリー塾 ～FUCK ON THE HILL編                                                                                              | 2010年11月20日 | 渋谷 O-nest         | GARLIC BOYS COBRA MINOR LEAGUE dustbox UNLIMITS                                                |      |
| 第二十二回 平成ラリー塾年末スペシャル！ “GARLICBOYS 25周年記念 ＆平成ラリー塾 5周年記念” ~男の旅はいつまでも続きます（大阪腐蜜柑篇） | 2010年12月11日 | 十三 FANDANGO       | GARLIC BOYS YELLOW MACHINEGUN 地獄車                                                           |      |
| 第二十三回 平成ラリー塾年末スペシャル！ “GARLICBOYS 25周年記念 ＆平成ラリー塾 5周年記念” ~男の旅はいつまでも続きます（東京鋼鉄編）   | 2010年12月12日 | 新代田 FEVER        | GARLIC BOYS JURASSIC JADE 地獄車 SHELLSHOCK                                                    |      |
| 第二十四回 平成ラリー塾 ～男の道はきびしいのです                                                                                     | 2011年04月10日 | 十三 FANDANGO       | GARLICBOYS MEANING SPREAD                                                                      |      |
| 第二十五回 平成ラリー塾 ～ラリー塾スペシャル                                                                                         | 2011年06月19日 | 新宿 LOFT           | GARLIC BOYS THE BACK HORN COBRA COUNTRY YARD FC FIVE Jr.MONSTER kamomekamome                   |      |
| 第二十六回 平成ラリー塾 in QUATTRO ～男はどこか馬鹿なのです                                                                          | 2011年08月22日 | 心斎橋 CLUB QUATTRO | GARLIC BOYS NEW ROTE’KA THE 冠 OVER ARM THROW                                                  |      |
| 第二十七回 平成ラリー塾 ～俺たちのワンマン 2011                                                                                      | 2011年10月10日 | 十三 FANDANGO       | GARLIC BOYS                                                                                    |      |
| 平成ラリー塾アラウンド・ザ・九州 | 2011年10月29日 | 大分 club SPOT      | GARLICBOYS BURL SPREAD SHIMA                                                                   |      |
| 平成ラリー塾アラウンド・ザ・九州 | 2011年10月30日 | 佐賀 RAG-G          | GARLIC BOYS BURL SHIMA UNDER CREW NOMAD ハリケーンミキサー                                     |      |
| 平成ラリー塾アラウンド・ザ・九州 | 2011年10月31日 | 福岡 graf           | GARLIC BOYS UNDER CREW BURL SHIMA                                                              |      |
| 平成ラリー塾アラウンド・ザ・九州 | 2011年11月02日 | 飯塚 第三倉庫       | GARLIC BOYS MATUZAWA SHIMA Ray MxFxF DJ：Hiro mocci                                            |      |
| 平成ラリー塾アラウンド・ザ・九州 | 2011年11月03日 | 長崎 STUDIO DO!     | GARLIC BOYS MATUZAWA SHIMA New World Weather GOOD GIRL BAD                                     |      |
| 平成ラリー塾アラウンド・ザ・九州 | 2011年11月05日 | 熊本 Django         | GARLIC BOYS SPREAD SHIMA 華吹雪 尾崎慶彦&ヤンキーオリンピック                                  |      |
| 平成ラリー塾アラウンド・ザ・九州 | 2011年11月06日 | 小倉 FUSE           | GARLIC BOYS S.M.N. SHIMA 511 Con-Cons-Crown 人性補欠                                           |      |
| 第二十八回 平成ラリー塾 ～俺たちのワンマン 2011 ″東京編”                                                                             | 2011年11月23日 | 新代田 FEVER        | GARLIC BOYS                                                                                    |      |
| 第二十九回 平成ラリー塾スペシャル ～再録ベスト・ライブ編～                                                                           | 2012年06月24日 | 新宿 LOFT           | GARLIC BOYS マキシマム ザ ホルモン サンボマスター MEANING OVER ARM THROW DRADNATS kamomekamome |      |
| 第三十回 平成ラリー塾～俺たちのワンマン2012                                                                                          | 2012年10月10日 | 十三 FANDANGO       | GARLIC BOYS                                                                                    |      |
| 第三十一回 平成ラリー塾～新春特別ワンマン編                                                                                          | 2013年01月06日 | 十三 FANDANGO       | GARLIC BOYS                                                                                    |      |
| 第三十二回 平成ラリー塾～出れますよ！？ラリー塾！？                                                                                  | 2013年02月16日 | 十三 FANDANGO       | GARLIC BOYS at Anytime militarysniperpinfall SPREAD UPANISAD                                   |      |
| 第三十三回 平成ラリー塾 ～ラリー塾スペシャル                                                                                         | 2013年06月24日 | 新宿 LOFT           | GARLIC BOYS ATATA envy THE INRUN PUBLICS kamomekamome MUSHA x KUSHA WRENCH                     |      |